# CCT3
CCT3‏ (Chaperonin containing TCP1 subunit 3) هوَ بروتين يُشَفر بواسطة جين CCT3 في الإنسان.